# Hippotion ocys
Hippotion ocys är en fjärilsart som beskrevs av Jacob Hübner 1822. Hippotion ocys ingår i släktet Hippotion och familjen svärmare. Inga underarter finns listade i Catalogue of Life.

## Bildgalleri

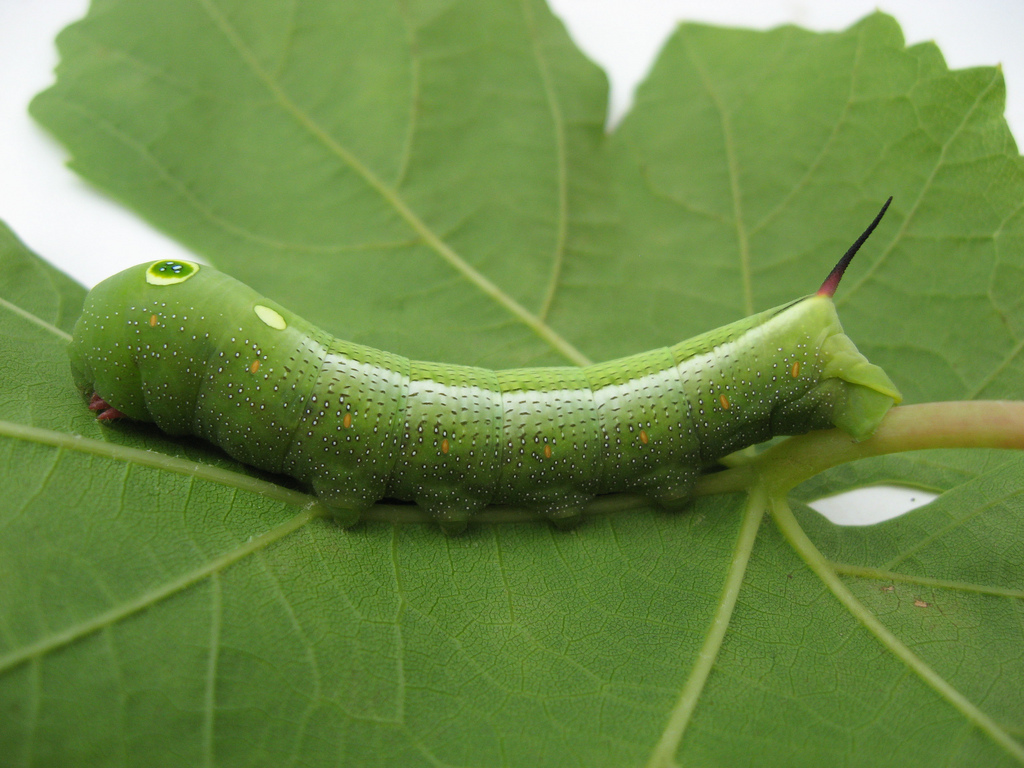
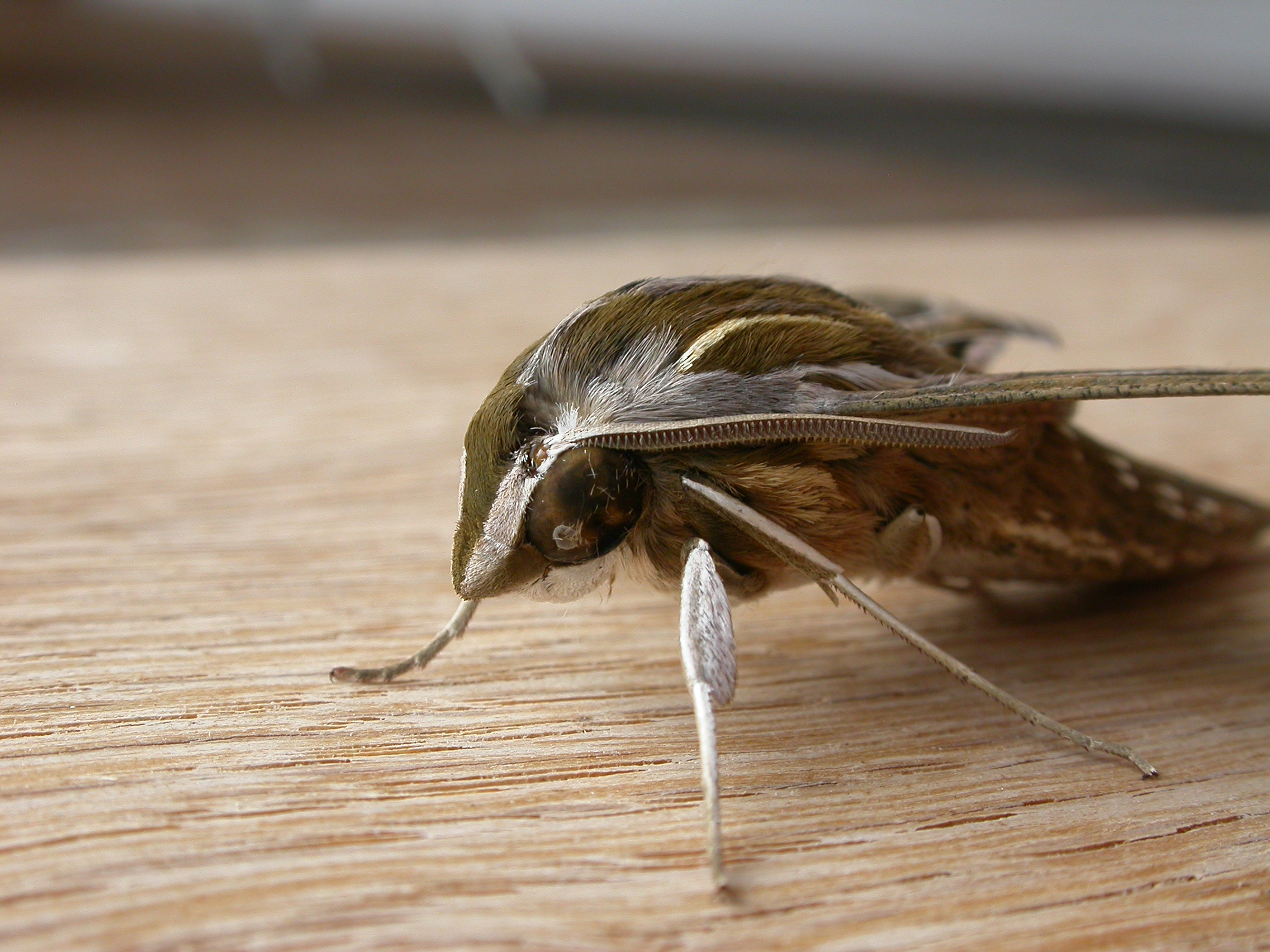
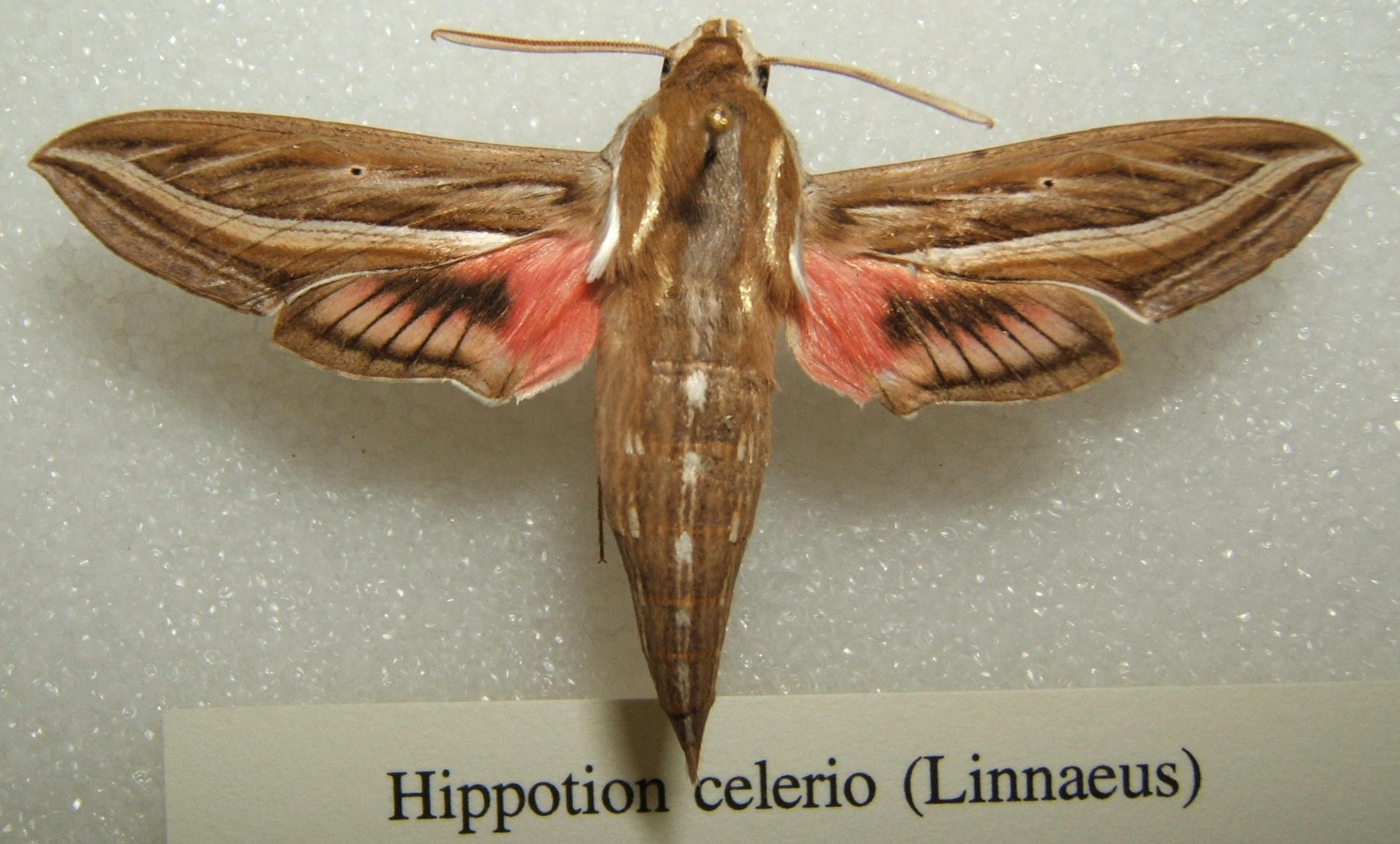
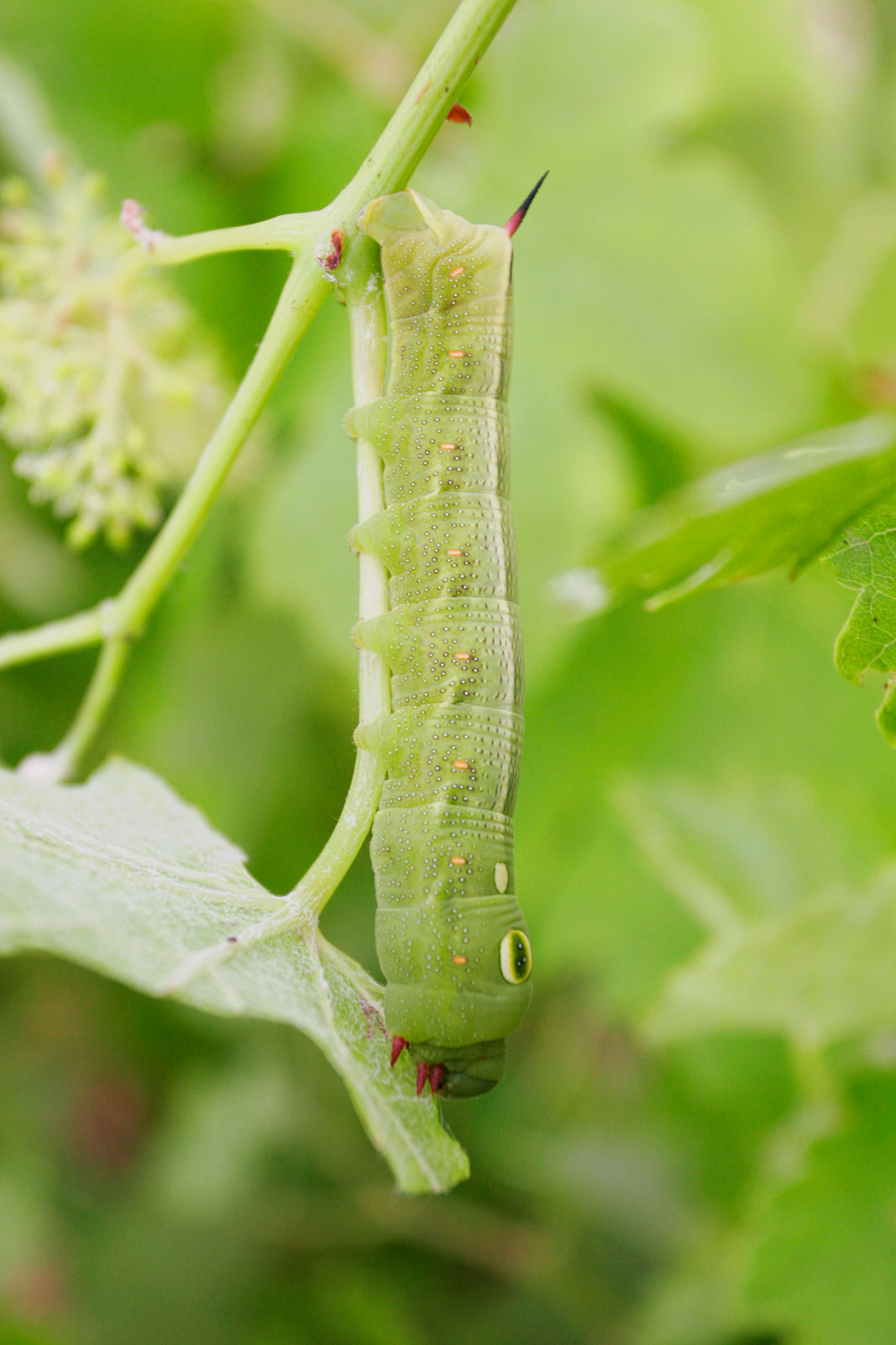
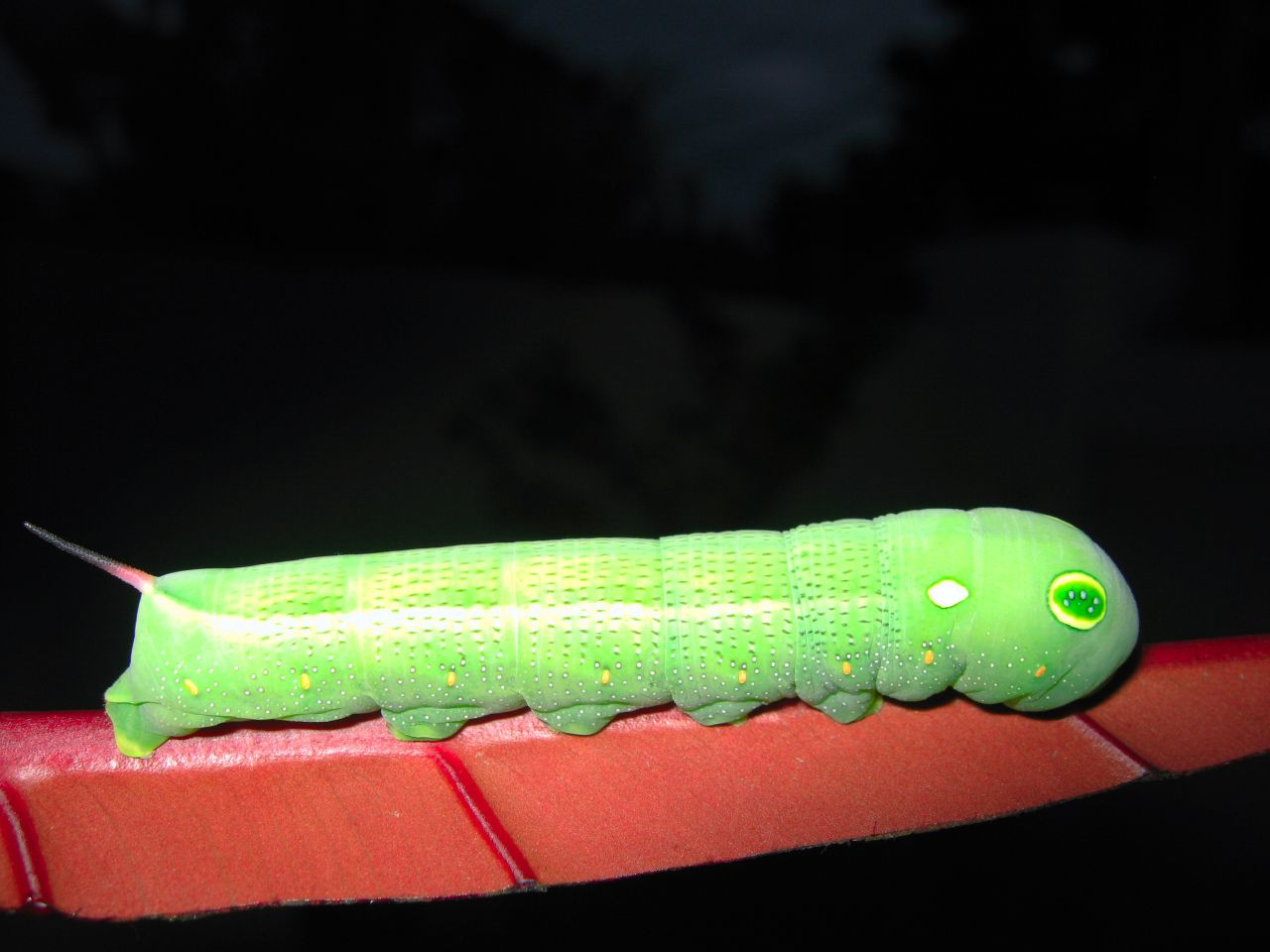